# Jacques Forest
Jacques Forest, né le 2 juin 1733 à Roanne (province du Forez, actuel département de la Loire), mort le 28 novembre 1812 dans la même ville, est un homme politique de la Révolution française, du Consulat et du Premier Empire.
Forest est juge au tribunal de Roanne lorsqu'il est élu en septembre 1792, le onzième sur quinze, député du département du Rhône-et-Loire à la Convention nationale.
Il siège sur les bancs de la Gironde. Au procès de Louis XVI, il vote pour la détention durant la guerre et le bannissement à la paix. Il vote en faveur de la mise en accusation de Jean-Paul Marat mais est absent au scrutin sur le rétablissement de la Commission des Douze. Il est décrété d'arrestation le 11 juillet 1793 ainsi que ses collègues députés du Rhône-et-Loire, soupçonnés de pousser Lyon à la rébellion contre la Convention. Il est libéré et réintègre l'hémicycle le 18 frimaire an III (8 décembre 1794).
Il passe ensuite au Conseil des Cinq-Cents et devient juge au tribunal d'appel de la Loire en 1800.

## Sources
1. ↑  Archives parlementaires de 1787 à 1860, Première série, tome 62, séance du 13 avril 1793, p. 70.
2. ↑  Archives parlementaires de 1787 à 1860, Première série, tome 65, séance du 28 mai 1793, p. 537.
3. ↑  Archives parlementaires de 1787 à 1860, Première série, tome 68, séance du 11 juillet 1793, p. 584.
4. ↑  Archives parlementaires de 1787 à 1860, Première série, tome 103, séance du 18 frimaire an III (8 décembre 1794), p. 213.

- « Jacques Forest », dans Adolphe Robert et Gaston Cougny, Dictionnaire des parlementaires français, Edgar Bourloton, 1889-1891 [détail de l’édition]